# Dwuzłotówka
Dwuzłotówka – moneta polska bita w XVIII i XIX w. W czasach saskich i w Księstwie Warszawskim równała się ⅓ talara (1 talar = 6 złotych), za Stanisława Augusta Poniatowskiego 8 groszom srebrnym (1 złoty = 4 grosze srebrne), a pod zaborem austriackim 30 krajcarom (1 złoty = 15 krajcarów).